# Morrenia hassleriana
Morrenia hassleriana là một loài thực vật có hoa trong họ La bố ma. Loài này được Malme mô tả khoa học đầu tiên năm 1909.